# Bill Dale
Bill Dale (eigentlich William Atheling Dale; * 29. März 1917 in Morse, Saskatchewan; † 4. Mai 2010) war ein kanadischer Mittelstreckenläufer, der wegen seiner Sprintstärke auch in der 4-mal-400-Meter-Staffel eingesetzt wurde.
Bei den British Empire Games 1938 in Sydney gewann er Bronze über 880 Yards und siegte mit der kanadischen 4-mal-440-Yards-Stafette.
Am 21. Juni 1939 stellte er in Berkeley seine persönliche Bestzeit über 880 Yards von 1:51,5 min auf (entspricht 1:50,8 min über 800 m).